# Uitfasering van fossiele brandstofvoertuigen

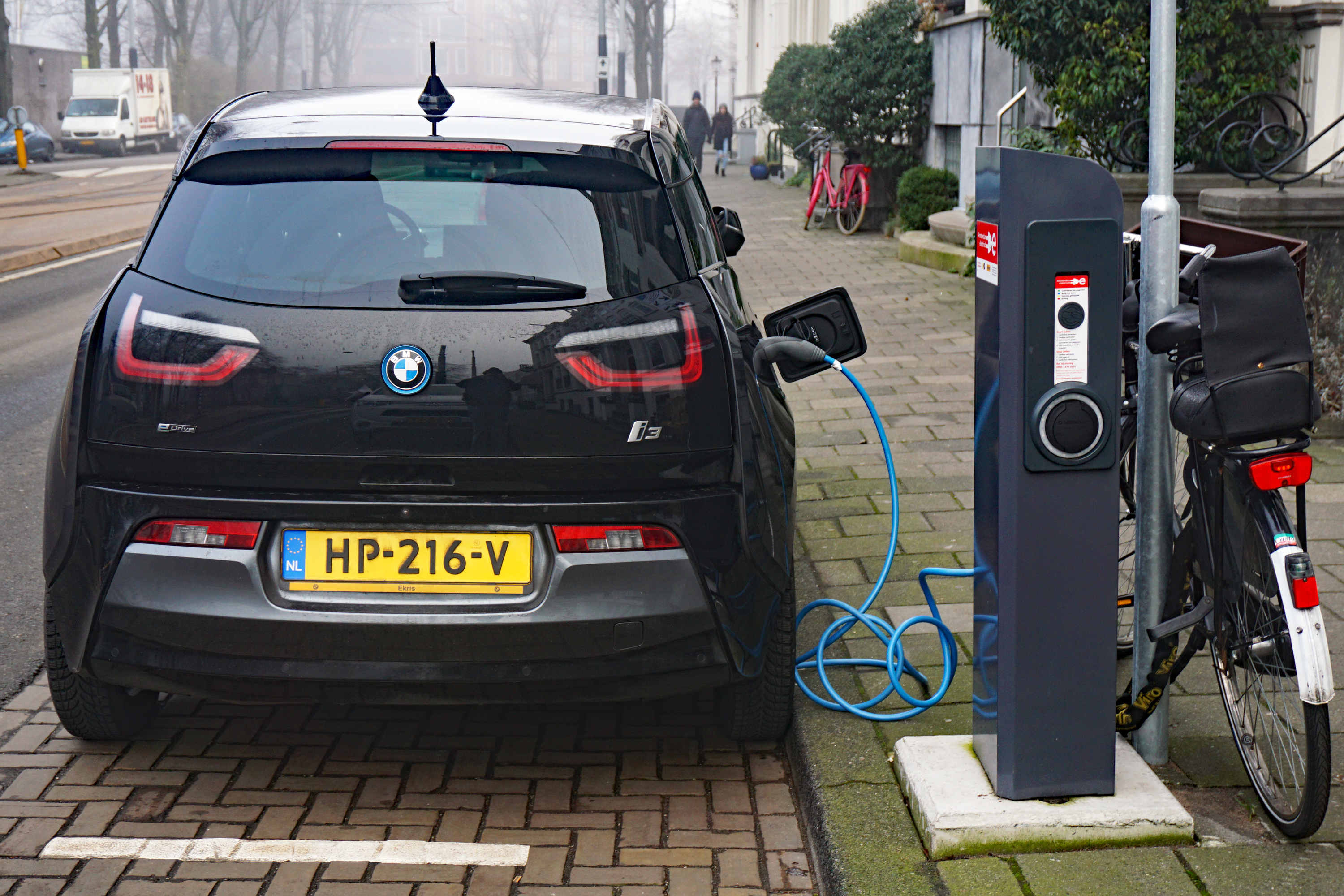
Een BMW i3 wordt opgeladen.

De uitfasering van fossiele brandstofvoertuigen is een van de twee belangrijkste onderdelen van de uitfasering van fossiele brandstoffen in het algemeen, naast de uitfasering van fossiele brandstofcentrales voor elektriciteit voor het lichtnet.
Meer dan veertien landen en meer dan twintig steden over de hele wereld hebben voorgesteld of afgesproken om de verkoop van personenvoertuigen die worden aangedreven door fossiele brandstoffen (zoals benzine, lpg en diesel) op een bepaald moment in de toekomst te verbieden. Synoniemen voor zulke plannen zijn onder andere "verbod op benzineauto's" of "verbod op benzine- en dieselauto's/wagens".
Als mogelijk alternatief voor de aandrijving van auto’s wordt ook gedacht aan elektrobrandstoffen voor traditionele auto’s.

## Achtergrond
Redenen om de verdere verkoop van fossiele brandstofvoertuigen te verbieden zijn onder meer het behalen van de nationale verplichtingen om de uitstoot van CO2 te reduceren zoals overeengekomen bij internationale verdragen zoals het Kyoto-protocol en het Akkoord van Parijs, energiezelfvoorziening (zodat men niet afhankelijk is van bijvoorbeeld de Golfstaten of Rusland voor olie en gas) of de gezondheidsproblemen die er worden veroorzaakt door fijnstofvervuiling (vooral PM10 van diesel) en andere uitlaatgassen (vooral lood en andere antiklopmiddellen). Het voornemen om fossiele brandstofvoertuigen te verbieden is aantrekkelijk voor overheden omdat het een makkelijker doelstelling is waaraan men zich kan houden vergeleken met een CO2-belasting of een uitfasering van fossiele brandstofcentrales. De auto-industrie is met wisselend succes bezig met het ontwikkelen en invoeren van elektrische voertuigen om zich aan de aangekondigde verboden aan te passen. De transitie wordt door sommigen binnen de sector gezien als een kansrijke en winstgevende innovatie in een verslechterende markt.
Er bestaat weerstand tegen het overschakelen van fossiele brandstofvoertuigen naar elektrische voertuigen, omdat de laatsten vooral in het begin ook een aanzienlijke ecologische voetafdruk hadden door de zware batterijen en de vervuilende productieprocessen. Er zijn bepaalde types elektrische auto's die niet zo veel wegen en weinig ruimte innemen. Uit een studie van de Technische Universiteit Eindhoven uit augustus 2020 bleek echter dat nieuwere elektrische auto's zuiniger worden geproduceerd en langer meegaan dan benzine- en dieselauto's dan de eerste generatie elektrische auto's. De nieuwste elektrische modellen kunnen daarom veel duurzamer zijn.
Het aantal verkochte elektrische auto's steeg snel eind jaren 2010 en in juli 2020 werd er een record van meer 200.000 per maand in de Europese Unie geboekt; dit aantal, een combinatie van volledig elektrische auto's en hybride auto's, bedroeg 18% van alle verkochte personenauto's, eveneens een record.

## Reikwijdte
Een verbod op fossiele brandstofvoertuigen van een bepaalde reikwijdte vereist wetgeving die grenzen stelt aan de verdere verkoop of registratie van nieuwe voertuigen die worden aangedreven met bepaalde brandstoffen vanaf een bepaalde datum in de toekomst. Op deze datum zouden bestaande voertuigen nog steeds registreerbaar blijven. Anno 2020 staan de meeste voorgenomen verboden ergens meer dan 10 jaar in de toekomst gepland en zijn nog niet in de wet vastgelegd.

## Jurisdicties met geplande verboden op fossiele brandstofvoertuigen
Dit overzicht is mogelijk incompleet; u kunt helpen door het uit te breiden.

### Landen

Geplande uitfasering van fossiele brandstofvoertuigen per land:
Jaren 2020
Jaren 2030
Jaren 2040
Jaren 2050

China, wereldwijd de grootste automarkt, is nog bezig om een tijdschema op te stellen. Japan, wereldwijd de derde automarkt, heeft uitgebreide plannen om een waterstofeconomie te worden tegen 2040. Andere landen die voorstelde verboden hebben of van plan zijn om de verkoop van emissieloze voertuigen 100% te maken zijn onder meer Canada, Costa Rica, Denemarken, Duitsland, Frankrijk, IJsland, Kaapverdië, Nederland, Noorwegen, Portugal, Slovenië, Spanje, Sri Lanka, het Verenigd Koninkrijk, Zuid-Korea, Zweden en 12 staten van de Verenigde Staten die meedoen aan het Zero-Emission Vehicle (ZEV) Program van Californië. In Californië werd verwacht dat de emissievereisten autoproducenten in de staat zou dwingen om 15% van hun nieuwe voertuigen die te koop werden aangeboden tussen 2018 en 2025 emissieloos te maken. Maar door schonere emissies en betere efficiëntie in benzinemotoren zal dit slechts leiden tot 8% emissieloze voertuigen.
In 2018 stelde Denemarken een Europees verbod op benzine- en dieselauto's voor, maar dat bleek in strijd met de EU-regels. In oktober 2019 deed het land een nieuw voorstel voor het uitfaseren van fossiele brandstofvoertuigen tegen 2040 dat aan de regels voldeed en de steun kreeg van 10 andere EU-landen.
| Land                | Verbod aangekondigd | Status en voorgestelde ingang                        | Reikwijdte        | Details                                                                          |
| ------------------- | ------------------- | ---------------------------------------------------- | ----------------- | -------------------------------------------------------------------------------- |
| Canada              | 2017                | 2035 (klimaatplan)                                   | Uitstotend        | Nieuwe voertuigverkoop                                                           |
| China               | 2017                | onderzoekt tijdschema                                | Benzine of diesel | Nieuwe autoverkoop                                                               |
| Costa Rica          | 2019                | 2050                                                 | Benzine of diesel | Nieuwe autoverkoop                                                               |
| Denemarken          | 2018                | 2030–35                                              | Benzine of diesel | Nieuwe voertuigverkoop (2030), alle voertuiggebruik (2035).                      |
| Frankrijk           | 2017                | 2040 (klimaatplan)                                   | Benzine of diesel | Nieuwe autoverkoop                                                               |
| IJsland             | 2018                | 2030 (klimaatplan)                                   | Benzine of diesel | Nieuwe autoverkoop                                                               |
| Ierland             | 2018                | 2030 (wetsvoorstel, niet aangenomen)                 | Benzine of diesel | Nieuwe autoverkoop                                                               |
| Nederland           | 2017                | 2030 (coalitieakkoord)                               | Benzine of diesel | Nieuwe autoverkoop                                                               |
| Noorwegen           | 2017                | 2025 (financiële prikkels)                           | Benzine of diesel | Alle auto's                                                                      |
| Singapore           | 2020                | 2040 (financiële prikkels op elektrische voertuigen) | Benzine of diesel | Alle voertuigen                                                                  |
| Slovenië            | 2017                | 2030 (emissielimiet van 50 g/km)                     | Benzine of diesel | Nieuwe autoverkoop                                                               |
| Sri Lanka           | 2017                | 2040                                                 | Benzine of diesel | Alle voertuigen                                                                  |
| Taiwan              | 2017                | 2040                                                 | Benzine of diesel | Alle busgebruik (2030), alle motofietsenverkoop (2035), alle autoverkoop (2040). |
| Zweden              | 2018                | 2030 (coalitieakkoord)                               | Benzine of diesel | Nieuwe autoverkoop                                                               |
| Verenigd Koninkrijk | 2020                | 2035 (plan van de regering)                          | Niet-elektrisch   | Nieuwe autoverkoop                                                               |

Sommige politici in sommige landen hebben brede aankondigingen gedaan maar hebben geen wetgeving ingevoerd en daarom is er geen verbod of daadwerkelijke planning.

### Steden en territoria
| Europese emissiestandaard | Europese emissiestandaard | Europese emissiestandaard | Europese emissiestandaard | Europese emissiestandaard | Europese emissiestandaard | Europese emissiestandaard |
| ------------------------- | ------------------------- | ------------------------- | ------------------------- | ------------------------- | ------------------------- | ------------------------- |
| (ouder)                   | 1992                      | 1996                      | 2000                      | 2005                      | 2009                      | 2014                      |
| Euro 0                    | Euro I                    | Euro II                   | Euro III                  | Euro IV                   | Euro V                    | Euro VI                   |

Sommige steden die hieronder zijn opgenoemd hebben de Fossil Fuel Free Streets Declaration ondertekend en verbinden zichzelf daarmee aan het streven om uitstotende voertuigen tegen 2030 te verbieden, maar deze belofte is niet per se wettelijk vastgelegd in die jurisdicties. Sommige steden hebben een geleidelijke aanpak om eerst de meest vervuilende voertuigcategorieën te verbieden, vervolgens de daarna meest vervuilende, tot op een algeheel verbod op alle brandstofvoertuigen; sommige steden hebben nog geen deadline gesteld voor dit laatste en/of wachten op de nationale regering om een dergelijke datum vast te stellen. Twee voorbeelden zijn Utrecht (in 2013, vanaf 2015, als eerste Nederlandse stad) en Den Haag (in maart 2020, vanaf medio 2021), die hebben besloten om als eerste stap oudere dieselauto's uit de binnenstad te weren op straffe van een boete; deze zijn veel vervuilender dan modernere diesel- en benzineauto's (één oude diesel is ongeveer even vervuilend als 25 benzineauto's). Oudere dieselauto's dienen daarom met voorrang uitgefaseerd te worden. Utrecht kondigde in juli 2020 een geleidelijke aanscherping en uitbreiding van de milieuzone aan: vanaf februari 2021 mogen er alleen nog maar diesels gebouwd na 2004 in, vanaf 2025 alleen diesels van na 2009 en vanaf 2030 zijn alle benzine- en dieselauto's verboden.
Een belangrijke uitspraak van het Bundesverwaltungsgericht in Leipzig in februari 2018 behelsde dat de Duitse steden Stuttgart en Düsseldorf het recht hadden om bij wet oudere, meer vervuilende dieselwagens te verbannen uit gebieden die zwaar aangetast waren door luchtvervuiling. Daarmee wees het hooggerechtshof het beroep van de Duitse staten tegen de verboden dat was ingesteld door de lokale rechtbanken van de twee steden af. Er werd verwacht dat het vonnis een precedentwerking zou hebben voor plaatsen elders in het land en in Europa. De uitspraak ontketende een golf aan tientallen lokale dieselbeperkingen door heel Duitsland; enerzijds probeerden sommige groepen en partijen zoals de AfD opnieuw om de verboden ongedaan te maken, terwijl anderen zoals de Groenen pleitten voor een landelijke uitfasering van dieselauto's per 2030.
| Stad of territorium | Land                | Verbod aangekondigd | Ingang verbod | Reikwijdte           | Details |
| ------------------- | ------------------- | ------------------- | ------------- | -------------------- | --- |
| Amsterdam           | Nederland           | 2019                | 2030          | Benzine of diesel    | Pre-2005 dieselauto's (2020), niet-elektrische bussen (2022), plezierboten en (lichte) brommers (2025), alle voertuigen (2030).                                                     |
| Antwerpen           | België              | 2016                | 2017–25       | Benzine, lpg, diesel | Euro I en II diesels en Euro 0 benzine/lpg (2017), Euro III diesels en Euro I benzine/lpg (2020), Euro IV diesels en Euro II benzine/plg (2026).                                    |
| Arnhem              | Nederland           | 201?, 2018          | 2014–19       | Diesel               | Pre-2005 dieseltrucks (2014), alle pre-2005 dieselvoertuigen (2019)*. |
| Athene              | Griekenland         | 2016                | 2025          | Diesel               | Alle voertuigen |
| Auckland            | Nieuw-Zeeland       | 2017                | 2030          | Benzine of diesel    | Alle voertuigen, elektrische bussen tegen 2025 |
| Balearen            | Spanje              | 2018                | 2025−35       | Benzine of diesel    | Alle voertuigen |
| Barcelona           | Spanje              | 2017                | 2030          | Benzine of diesel    | Alle voertuigen, elektrische bussen tegen 2025 |
| Bristol             | Verenigd Koninkrijk | 2019                | 2021          | Diesel               | Alle privévoertuigen (stadscentrum van 7:00 tot 15:00) |
| Brits-Columbia      | Canada              | 2018                | 2025          | Benzine of diesel    | Alle voertuigen tegen 2040, 10% emissieloze voertuigen tegen 2025 |
| Brussels Gewest     | België              | 2018                | 2030          | Benzine of diesel    | Euro 0–I diesels (2018), Euro II diesels en Euro 0–I benzinewagens (2019), Euro III diesels (2020), Euro IV diesels (2022), alle dieselvoertuigen (2030), alle benzinewagens (2035) |
| Den Haag            | Nederland           | 2019                | 2030          | Benzine of diesel    | Tweetaktbrommers (2020), Euro I, II en III dieselvoertuigen (2021), alle voertuigen (2030).                                                                                         |
| Eindhoven           | Nederland           | 2020                | 2030          | Benzine of diesel    | Pre-2005 dieseltrucks (2007), pre-2005 dieselbussen (2021), pre-2014 dieseltrucks (2022), alle pre-2009 diesels (2025), alle voertuigen (2030).                                     |
| Gent                | België              | 2016                | 2020–2028     | Benzine, lpg, diesel | Euro I–III diesel en I benzine/lpg (2020)*, Euro IV diesel en II benzine/lpg (2026)*                                                                                                |
| Hainan              | China               | 2018                | 2030          | Benzine of diesel    | Alle voertuigen |
| Heidelberg          | Duitsland           | 2017                | 2030          | Benzine of diesel    | Alle voertuigen, elektrische bussen tegen 2025 |
| Kaapstad            | Zuid-Afrika         | 2017                | 2030          | Benzine of diesel    | Alle voertuigen, elektrische bussen tegen 2025 |
| Kopenhagen          | Denemarken          | 2017                | 2030          | Benzine of diesel    | Alle voertuigen, elektrische bussen tegen 2025 |
| Lombardije          | Italië              | 2018                | 2019–2020     | Benzine of diesel    | Euro I–III diesel en Euro I benzine (1 april 2019), Euro IV diesel (1 oktober 2020)                                                                                                 |
| Londen              | Verenigd Koninkrijk | 2017                | 2020–30       | Benzine of diesel    | Alle voertuigen, elektrische bussen tegen 2025 (twee emissieloze zones tegen 2022)                                                                                                  |
| Los Angeles         | Verenigde Staten    | 2017                | 2030          | Benzine of diesel    | Alle voertuigen, elektrische bussen tegen 2025 |
| Madrid              | Spanje              | 2016                | 2025          | Diesel               | Pre-2006 diesels en pre-2000 bezinevoertuigen (2018), alle voertuigen (2025). |
| Mexico-Stad         | Mexico              | 2016                | 2025          | Diesel               | Alle voertuigen |
| Milaan              | Italië              | 2017                | 2030          | Diesel               | Alle dieselvoertuigen, elektrische bussen tegen 2025 |
| Nijmegen            | Nederland           | 2018                | 2021          | Diesel               | Pre-2006 dieselauto's (2021). |
| Oxford              | Verenigd Koninkrijk | 2017                | 2020−35       | Benzine of diesel    | Alle voertuigen (eerst overdag in zes straten) |
| Parijs              | Frankrijk           | 2016                | 2025          | Diesel               | Alle voertuigen |
| Quito               | Ecuador             | 2017                | 2030          | Benzine of diesel    | Alle voertuigen, elektrische bussen tegen 2025 |
| Rome                | Italië              | 2018                | 2024          | Diesel               | Alle voertuigen |
| Rotterdam           | Nederland           | 2015                | 2016          | Diesel               | Pre-2005 dieseltrucks (Euro I, II en III) vanaf 2016. Andere restricties vervielen in 2019.                                                                                         |
| Schotland           | Verenigd Koninkrijk | 2017                | 2032          | Benzine of diesel    | Nieuwe voertuigverkoop |
| Seattle             | Verenigde Staten    | 2017                | 2030          | Benzine of diesel    | Alle voertuigen, elektrische bussen tegen 2025 |
| Utrecht             | Nederland           | 2013, 2020          | 2030          | Benzine of diesel    | Pre-2001 dieselvoertuigen (2015), pre-2004 diesels (2021), pre-2009 diesels (2025), alle voertuigen (2030).                                                                         |
| Vancouver           | Canada              | 2017                | 2030          | Benzine of diesel    | Alle voertuigen, elektrische bussen tegen 2025 |
| Vlaanderen          | België              | 2021                | 2029          | Benzine of diesel    | Alle nieuwe personenautos en bestelwagens (inclusief hybrides) |

## Producenten
In 2017 kondigde Volvo plannen aan om de productie van voertuigen die alleen op fossiele brandstoffen rijden met ingang van 2019 uit te faseren. Daarna zouden alle nieuwe Volvo-auto's alleen maar elektrisch of hybride zijn. In 2020 deed de Volvo Group samen met andere vrachtwagenproducenten waaronder DAF Trucks, Daimler AG, Ford, Iveco, MAN SE en Scania AB de belofte om tegen 2040 te stoppen met de verkoop van dieselvrachtwagens.
In 2018 verklaarde de Volkswagen Group om voor het merk Volkswagen alle benzine- en dieselmotors uit te faseren tegen 2026.
In 2021 maakte General Motors plannen bekend om tegen 2035 geheel geëlektrificeerd te zijn. Datzelfde jaar zei directeur Thierry Bolloré van Jaguar Land Rover dat het "nul uitlaatgassen tegen 2036" zou produceren en dat het merk Jaguar reeds in 2025 geheel elektrisch zou zijn.